# Троице-Сельцо
Троице-Сельцо (историческое название — Троице-Сельцы) — деревня в городском округе Мытищи Московской области России. Имеет более чем 400-летнюю историю, первое упоминание в писцовых книгах о селе Троице-Сельцы относится к 1585 году. 
Одна из самых высоких точек Московской области, начало Клинско-Дмитровской гряды, высота холма 228 м над уровнем моря (для сравнения: это более чем в 2 раза выше, чем крымская гора Митридат в Керчи). 

## Население
| 1646 | 1852 | 1859 | 1890 | 1899 | 1926 | 2002 |
| ---- | ---- | ---- | ---- | ---- | ---- | ---- |
| 55   | ↗250 | ↗274 | ↗284 | ↗330 | ↗340 | ↘43  |
| 2010 |      |      |      |      |      |      |
| ↗113 |      |      |      |      |      |      |

## География
Расположена на севере Московской области, в северо-западной части Мытищинского района, примерно в 22 км к северо-западу от центра города Мытищи и 18 км от Московской кольцевой автодороги по Дмитровскому шоссе А104, к северу от Москвы, на правом берегу впадающей в Клязьму реки Учи, на вершине «Сухаревой горы» — самого ближнего к Москве холма Клинско-Дмитровской гряды высотой 228 м. Холм является одной из самых высоких точек в Московской области. С вершины холма в ясную погоду видимость достигает 20 км, в частности хорошо просматривается Останкинская башня и город Лобня, местные жители используют вершину холма, которая расположена в районе ул. Камышовой для просмотра салюта в г. Москва в праздничные дни.

Центр деревни Троице-Сельцо — Храм Святой Троицы

Западнее деревни проходит линия Савёловского направления Московской железной дороги. Ближайшие железнодорожные станции — Некрасовская и Катуар Савёловского направления МЖД.
В деревне 6 улиц, включая 2 тупика и 1 переулок, приписано 3 садоводческих товарищества. Кладбище за церковью площадью 5 га. Ближайшие сельские населённые пункты — деревни Сухарево, Шолохово и село Марфино.
Связана автобусным сообщением с районным центром и железнодорожной станцией Катуар, расположенной в посёлке городского типа Некрасовский Дмитровского района Московской области.

## Хронология
Первые упоминания о селе в писцовых книгах относятся к 1585 году и связаны с Церковью Святой Троицы.
Село «Троицкое, Сельцы тож» с церковью Святой Троицы находилось в числе митрополичьих вотчин, а затем причислено к патриаршим, и в писцовых книгах 1623—1624 гг. описывалось так:

…вотчина великого государя святейшаго патриарха Филарета Никитича Московскаго и всеа Русии село Троицкое, а Сельцы тож, на речке на Уче, а в нем церковь Живоначальныя Троицы древян клетцки…— Холмогоров В. И., Холмогоров Г. И. Исторические материалы для составления церковных летописей Московской епархии

Троицосельцы, село 6-го стана, Государственных Имущ., 117 душ м. п., 133 ж., 1 церковь, 36 дворов, 32 версты от Тверской заставы, проселк.— Нистрем К. Указатель селений и жителей уездов Московской губернии, 1852 г.

Бревенчатый дом XIX века — одна из немногих сохранившихся исторических жилых построек

В «Списке населённых мест» 1862 года — казённое село Московского уезда по левую сторону Дмитровского тракта (из Москвы в Калязин), в 32 верстах от губернского города и 26 верстах от становой квартиры, при колодцах, с 42 дворами, православной церковью и 274 жителями (135 мужчин, 139 женщин).
По данным на 1899 год — село Марфинской волости Московского уезда с 330 жителями.
В 1913 году — 54 двора.

Золотая осень на Сухаревой горе

По материалам Всесоюзной переписи населения 1926 года — центр Троицкого сельсовета Трудовой волости Московского уезда, проживало 340 жителей (156 мужчин, 184 женщины), насчитывалось 65 хозяйств, из которых 64 крестьянских.
С 1929 года — населённый пункт Московской области в составе Сухаревского сельсовета Коммунистического (1929—1935), Дмитровского (1935—1939), Краснополянского (1939—1959), Химкинского (1959—1960), Мытищинского (1960—1963, 1965—1994), Мытищинского укрупнённого сельского (1963—1965) районов; Сухаревского сельского округа Мытищинского района (1994—2006); сельского поселения Федоскинское Мытищинского района (2006—2015); городского округа Мытищи (2015 — н. в.).

## История

Каменная церковь построена близ разобранной деревянной в 1849 году

В писцовой книге за 1624 год написано: «Вотчина Великого Государя Святейшего Патриарха Филарета Никитича Московского и Всея Руси село Троицкое, а Сельцы тож, На речке Уче, а в нём церковь Живоначальные Троицы древян клетцки, а в ней образы, и свечи, и книги, и на колокольнице колоколы…» Церковь и строения церковного причта стояли на патриаршей земле. Помимо этого в селе были 10 крестьянских дворов и 4 двора бобылей, всего населения составляло около двух десятков человек. К 1646 году при Троицкой церкви в селе числились 23 крестьянских двора и 3 бобыльских двора.
Согласно исследованиям доктора исторических наук, археолога Алевтины Алексеевны Юшко (род. 1935), одним из старинных митрополичьих владений в окрестностях Москвы с XIV века была волость Сельца и Качалка. Кроме земель митрополитов, она включала и земли, принадлежавшие митрополичьим слугам. В XIV веке, отмечает историк, территория волости была больше, чем в XV веке, когда здесь уже появились боярские владенья. Волость Сельца и Качалка располагалась в бассейне рек Учи и Раздерихи. Центром волости являлись сёла Сельцы (Троица), на высоком холме в междуречье, и Качалка, село, исчезнувшее уже в XV веке. Точно на север от Москвы через Хлебниково и село Троице-Сельцы шла важная дорога на Дмитров и Кашин. Этот стратегический путь предопределил историю и развитие села. В селе находился двор, окружённый служебными постройками; здесь делали остановку во время выездов патриархи Русской православной церкви.
В деревне доныне сохранился дом дьякона, построенный в 1902 году, в советское время в нём находился сельский клуб. В 1990-х годах дом передан местной администрацией церковной общине. Во дворе дома церковного причта, на южной окраине села, растёт липа, возраст её превышает 200 лет. Другое древнее дерево села, 200-летний дуб, ровесник наполеоновского нашествия, был срублен в 2014 году при засыпке и застройке Каменного оврага на западном склоне холма. В земле села при огородных работах регулярно находят старинные монеты и утварь.
В 1938 году храм в Троице-Сельцы был закрыт, использовался совхозом для хранения зерна, картофеля, удобрений, фуража. Некоторое время его пытались приспособить под сельский клуб для показа кинофильмов.

Обелиск памяти павших на фронтах Великой Отечественной войны односельчан

Во время Великой Отечественной войны господствующая высота «Сухарева гора» фашистам не покорилась, была укреплена пулемётными дотами и всё время контролировалась советскими войсками, в селе располагался штаб, на подступах к селу, там, где долина резко переходит в подъём, был вырыт противотанковый ров. Фронт проходил по реке Уча в полутора километрах от церкви. В ноябре-декабре 1941 года велись ожесточённые бои. В ходе обстрелов немецкой артиллерией была повреждена колокольня. В декабре 1941-го в ходе решительного контрнаступления под Москвой немецкие войска были отброшены от села.
В 1944 году в селе и на склонах Сухаревой горы режиссёрами Борисом Бабочкиным и Анатолием Босулаевым снят художественный фильм «Родные поля» (киностудия «Мосфильм»). Фильм с Бабочкиным в главной роли рассказывал о труде колхозников в годы Великой Отечественной войны. По оценке писателя Юрия Нагибина, картина стала «одной из лучших кинолент о советской деревне».
В 1950-х годах в селе насчитывалось около 150 дворов, население достигало 500 человек. Устроено 5 искусственных водоёмов.

## Современность

На детской площадке под древним дубом

В 1970-е годы через окрестности деревни и долину реки Учи в направлении аэропорта Шереметьево проложен подземный трубопровод, полоса его землеотвода выведена из оборота. В эти же годы к деревне был подведён газ.
С внедрением рыночной экономики, в 1992—2015 годах, за счёт близости к Москве в деревне и на прилегающей территории резко увеличилась цена земли и началась скупка земельных участков. В результате естественных процессов исконно сельское население постепенно сократилось, деревня стала преимущественно населена дачниками и владельцами коттеджей.
В 2006 году при участии главы сельского поселения Федоскинское Евгения Балакирева издан книгой для школьников этнографический очерк «Как растёт борщ. Быль Сухаревой горы», в котором с большой выразительностью отразились характерный для этой местности уклад жизнеустройства, кулинарные традиции и особый сухаревский колорит.
В 2012 году в деревне впервые открыты магазин продовольствия, товаров повседневного спроса, аптека, парикмахерская, разбиты детские площадки.

На окраине деревни дислоцируется зенитно-ракетный дивизион С-400

С 1989 года на окраине деревни, на плоской вершине и юго-западном склоне Сухаревой горы, дислоцируется воинская часть дивизиона Воздушно-космических сил Российской Федерации, имеющая на вооружении мобильные установки зенитно-ракетных комплексов С-400. В деревне располагается недостроенная метеорологическая станция.
В деревне находится обелиск памяти односельчан, павших на фронтах Великой Отечественной войны, на Троицком кладбище — братская могила воинов.
В нескольких километрах от деревни — Пестовское, Икшинское, Пяловское водохранилища и судоходный канал им. Москвы. В 3 км от деревни также расположены музей-усадьба «Марфино» с каскадом прудов, музей танка «Т-34» в деревне Шолохово, музей при художественной фабрике «Федоскино» в селе Федоскино. Стародачные места — посёлок Луговая, посёлок Новонекрасовский — граничат с деревней Троице-Сельцо.

## Достопримечательности
Кирпичная однокупольная Церковь Святой Троицы, построенная в стиле позднего классицизма в 1839—1849 годах на месте сгоревшей деревянной XVI века. Закрыта в 1938 году, вновь открыта в 1993 году и отреставрирована. Является объектом культурного наследия России, как памятник архитектуры регионального значения.